# Utzenaich
Utzenaich (Ùtznoa en Bavarois) est une commune autrichienne du district de Ried im Innkreis en Haute-Autriche.

## Quartiers
Aigen, Albertsedt, Antiesen, Dann, Dietarding, Dobl, Dulmading, Etting, Flöcklern, Gaisbach, Gunderpolling, Himmelreich, Murau, Rabenfurt, Reschenedt, Stelzham, Straß, Unterhaselberg, Utzenaich, Weilbolden, Wilhelming, Wimm, Windhag, Wohlmuthen, Wolfstraß.